# 795 هـ
795 هـ هي سنة في التقويم الهجري امتدت مقابلةً في التقويم الميلادي بين سنتي 1392 و1393.

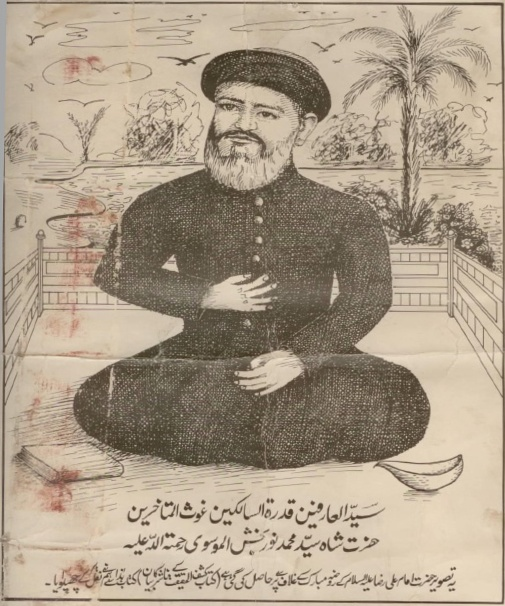
نوربخش الخراساني

## مواليد
- سيدي بوسحاقي
- نوربخش الخراساني

## وفيات
- ابن رجب الحنبلي